# Kanton Issy-les-Moulineaux-Est
Kanton Issy-les-Moulineaux-Est (fr. Canton d'Issy-les-Moulineaux-Est) je francouzský kanton v departementu Hauts-de-Seine v regionu Île-de-France. Tvoří ho pouze východní část města Issy-les-Moulineaux.